# Haines Glacier
Haines Glacier är en glaciär i Antarktis. Den ligger i Västantarktis. Argentina, Chile och Storbritannien gör anspråk på området. Haines Glacier ligger 971 meter över havet.
Terrängen runt Haines Glacier är kuperad åt nordväst, men åt sydost är den platt.  Trakten är obefolkad. Det finns inga samhällen i närheten. 